# Dolina (powiat ostródzki)
Dolina (niem. Weeskenthal) – dawna osada, wzmiankowana w dokumentach około 1800 roku, jako folwark szlachecki na 6 włókach. W roku 1858 w jednym  gospodarstwie domowym było 5 mieszkańców.  W latach 1937–39 w spisie mieszkańców liczono łącznie z Markowem. W roku 1973, jako niezamieszkana osada, Dolina należała do powiatu morąskiego, gmina Morąg, poczta Łączno.
W miejscowości brak zabudowy.